# Centre Pierre-Péladeau

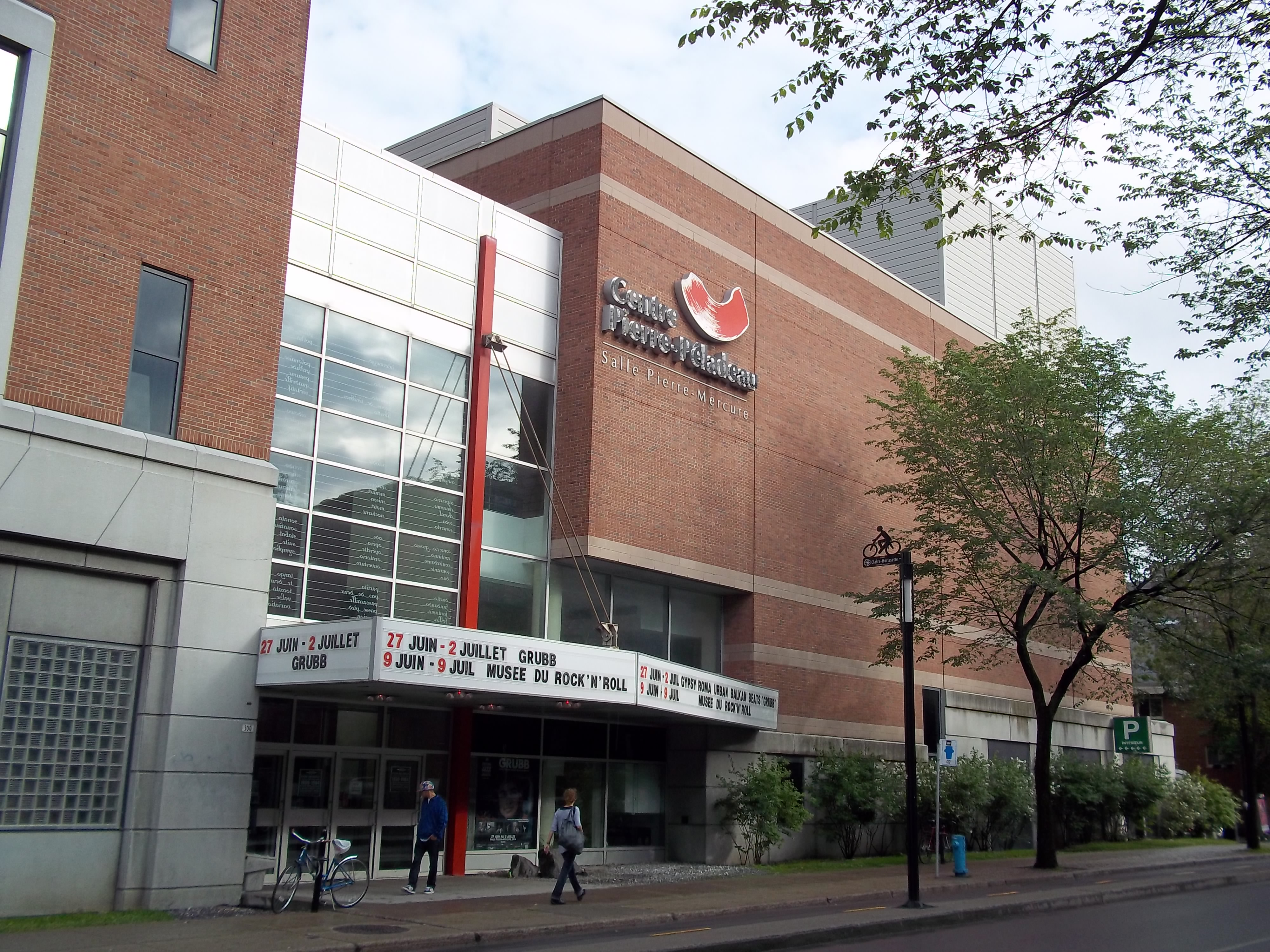
Le Centre Pierre-Péladeau

Le Centre Pierre-Péladeau a été fondé à l'aide d'un don philanthropique de Pierre Péladeau à l'Université du Québec à Montréal. Il est surtout connu pour la salle de spectacle qu'il abrite, la salle Pierre-Mercure, nommée en l'honneur du compositeur de musique québécois Pierre Mercure. Cette salle de 875 places a été inaugurée en 1992. Il s'agit d'une des salles de spectacle ayant la meilleure acoustique au Canada. La vocation première de cette salle de spectacle est de se concentrer sur la diffusion de spectacles de musique classique et de danse.  Le centre présente aussi des spectacles de variété, du théâtre, des arts du cirque, des conférences, des événements corporatifs, etc. 
Le Centre Pierre-Péladeau est voisin du pavillon de musique de l'Université du Québec à Montréal. Il est situé au 300 boulevard de Maisonneuve Est à Montréal. L'UQAM identifie ce pavillon  par la lettre Q .